# کاکری‌باشوو
کاکری‌باشوو (انگلیسی: Kakrybashevo) یک شهرک در شهرستان تویمازینسکی استان باشقیرستان کشور روسیه است.